# Sungkyunkwan Scandal
Sungkyunkwan Scandal (tạm dịch: "Vụ bê bối tại Thành Quân Quán") là một bộ phim cổ trang, hài, lãng mạn và tình cảm của Hàn Quốc được trình chiếu trên kênh KBS2 từ ngày 30 tháng 08 đến ngày 2 tháng 11 năm 2010. Kịch bản của phim được phỏng theo cuốn tiểu thuyết ăn khách "Cuộc đời của các nho sinh Sungkyunkwan" (성균관 유생들의 나날: Seongkyunkwan Yusaengdeurui Nanal; The Lives of SungKyunKwan Confucian Scholars) xuất bản năm 2009 của nhà văn Jung Eun Gweol. Phim được quay từ ngày 27 tháng 5 năm 2010 tại phim trường ở tỉnh Gyeonggi.
Phim được phát sóng trên TV Tokyo tại Nhật Bản với hình thức lồng tiếng, trên TVB Drama tại Hồng Kông, trên đài Vĩ Lai tại Đài Loan và hệ thống ABS-CBN tại Philippines. Tại Việt Nam, phim được trình chiếu chính thức trên kênh VTV3 với nhan đề Chuyện tình ở Sơng-kun-quan từ ngày 6 tháng 1 đến ngày 11 tháng 2 năm 2012. Trong phiên bản gốc bằng tiếng Hàn, phim có 20 tập và mỗi tập có độ dài 70 phút.
Ngay từ khi ra mắt, Sungkyunkwan Scandal không có tỉ lệ theo dõi cao như mong đợi dù rất được chú ý. Đến tập 10 phát sóng vào tối ngày 28 tháng 9 năm 2010, mức theo của Sungkyunkwan Scandal đã chính thức lên mốc trên 10%. Cho đến hết tập 9, số lời nhắn của khán giả trên mạng để lại cho bộ phim là 74 nghìn, chỉ sau kỷ lục của Vườn sao băng (Boys Over Flowers). Thời lượng bán quảng cáo của phim đã đạt mốc 86%.
Trong một cuộc thăm dò của cổng thông tin trang web DC Inside từ ngày 18 đến ngày 25 tháng 1 năm 2012, "Sungkyunkwan Scandal" đã dẫn đầu ở vị trí số một với 25,9% phiếu chọn ở mục bộ phim được khán giả mong chờ phần tiếp theo.
Các bài hát trong phim bao gồm "찾았다" (Found You) do nhóm JYJ thể hiện, "Too Love" - của Junsu và "For You It's Separation, For Me It's Waiting" của Jaejoong...
Mặc dù kịch bản phim có điểm hạn chế nhưng nhìn chung được khen ngợi khi thay đổi nhiều chi tiết so với nguyên tác để phim phù hợp hơn. Ngoài ra diễn xuất của các diễn viên và quay phim được khen ngợi. Sungkyunkwan Scandal là một trong những bộ phim truyền hình cổ trang thành công nhất năm 2010 cũng như một trong những bộ phim cổ trang dã sử hay nhất của Hàn Quốc.

## Nội dung tóm tắt
Bối cảnh phim xảy ra vào thời vua Chính Tổ (Jeongjo), là thời kỳ mà xã hội Triều Tiên vẫn ngăn cấm phụ nữ được đi học và làm quan. Do cha mất sớm và người em trai đau ốm, Kim Yoon Hee đã cải trang thành em trai là Kim Yoon Sik để kiếm tiền nuôi sống gia đình. Cô đã làm qua rất nhiều công việc, chủ yếu là tại hiệu sách Sechaekbang, bao gồm cả việc chép sách cấm (tiểu thuyết tình cảm, dâm thư), chép tài liệu dùng để gian lận cho nho sinh Sungkyunkwan. Nhưng do nợ Binh phán 100 lượng và có nguy cơ phải bán thân làm thiếp cho Binh phán để trả khiến cô đã chấp nhận thi hộ - một hành động bất hợp pháp và có thể bị phạt rất nặng. Trớ trêu thay trong kỳ thi tiểu khoa năm Canh Tuất (1790), do nhầm lẫn vị trí mà Yoon Hee đã bị bắt quả tang bởi Lee Sun Jun, người sau này thừa nhận tài năng của cô và sau đó khiến cô tham gia kỳ thi khoa bảng. Kết quả là sau khi được Hoàng Thượng vấn đáp thì cả hai cùng được vào học tại Sungkyunkwan (Thành Quân Quán) và ở chung một phòng. Hoàng thượng sau đó đã rất ấn tượng với Yoon Hee và Sun Jun, cho rằng đây là hai nhân tài sẽ làm nên chuyện lớn sau này.
Bắt đầu cuộc sống học tập và sinh hoạt tại Thành Quân Quán, cô phải chịu đựng những trò đùa của tiền bối Gu Yong Ha (Nữ Lâm) và tính khí thất thường của nho sinh cùng phòng khác là Moon Jae Sin (Kiệt Ngao). Cô cũng phải đối mặt với Chưởng nghị Ha In Soo - người cậy quyền và thù ghét Lee Sun Jun. Yoon Hee vừa phải cố gắng hết sức để bí mật nữ giả nam của cô không bị lộ vừa phải hoàn thành tốt việc học cũng như các cuộc thi thể lực trong thời gian học tại đây. Tuy nhiên trong một lần ngất xỉu do đụng độ với Chưởng nghị Ha In Su cô đã bị tiến sĩ Jeong Yak Yong phát hiện ra bí mật của mình khi ông tiến hành bắt mạch cho cô song về sau khi cô chiến thắng trong Đại Xạ Lễ, ông đã quyết định giữ bí mật giúp cô. Tiếp đến, cô lại bị Moon Jae Sin phát hiện khi bí mật đến tắm ở Hưởng quán thính nhưng anh cũng quyết định giữ kín chuyện này, còn Gu Yong Ha luôn nghi ngờ cô là nữ nhi. Trong khi đó, tình cảm của Sun Jun dành cho Yoon Hee ngày càng lớn dần, nhưng vì chưa biết Yoon Hee là nữ nên Sun Jun nghĩ mình bị "nam sắc" (nam có tình cảm với nam). Cho rằng điều này trái với luân thường, đạo lý nên anh đã quyết định đính hôn với con gái nhà Binh phán, nhưng sau đó anh đã quyết định hủy hôn và lên thư viện trên núi để trốn tránh tình cảm của mình. Sau khi biết Yoon Hee là nữ, anh đã trở về Sungkyunkwan và hai người quyết định dành tình yêu cho nhau. Sau đó Tứ nhân bang được Hoàng thượng giao mật lệnh tìm kiếm Kim Đằng Chi Thư và người tìm thấy là Yoon Hee. Cuối cùng, việc Yoon Hee là nữ nhi cũng hoàn toàn bị bại lộ, tuy nhiên cô được hoàng thượng tha tội. Yoon Hee và Sun Jun trở thành một cặp và sau đó hai người đã ở lại trường và trở thành tiến sĩ dạy học ở đây. Yoon Hee làm nên lịch sử khi trở thành nữ tiến sĩ đầu tiên và duy nhất ở Sungkyunkwan.

## Diễn viên

### Thùy diên tứ nhân bang
Bộ tứ nhân vật trong phim được gọi là "Thùy diên tứ nhân bang" và được nhiều người hâm mộ xem là "F4-cổ trang" hay "F4-Joseon".
- Park Yoo Chun trong vai Lee Sun Jun, biệt danh Giai Lang (Ga-Rang), nghĩa là "chồng hay người đàn ông tốt". Anh là con trai độc tôn của Tả thừa tướng, người lãnh đạo phái Lão Luận (Noron) trong triều đình. Anh là người hội tụ đầy đủ các điều kiện hoàn hảo về học vấn, ngoại hình và tài năng võ thuật. Anh có tình cảm với Yun Hee song vì không biết cô là con gái nên ở trong tâm trạng day dứt vì điều này trái với luân lý Nho giáo. Để chạy trốn tình cảm này, Sun Jun đã từng định đính hôn với Hyo Eeon song đã từ bỏ.
- Park Min Yeong trong vai Kim Yoon Hee, đóng giả làm người em Kim Yoon Sik và có biệt danh Đại Vật (Dae-Mul), nghĩa là "nhân vật lớn", mang ý nghĩa trêu chọc vì từ "vật" (mul) có thể bị liên tưởng đến "dương vật" (양물, yangmul) do là người duy nhất được lòng kỹ nữ Điêu Thuyền (Cho Seon) ở Mẫu Đơn các. Yun Hee là con gái tiến sĩ Thành Quân Quán Kim Seung-heon trước đây, thuộc phái Nam Nhân, ông là bạn thân của Trang Hiến Thế tử (Sado) và thân thiết với vua Chính Tổ. Trước khi xác định Park Min Young vào vai nữ chính, Seo Hyo Rim (người về sau đóng vai khuê tú nhà binh phán) từng được cân nhắc sau khi Jung Da Young từ chối bộ phim này.
- Yoo Ah In trong vai Mun Jae Shin, biệt danh Kiệt Ngao (Geol-Oh), nghĩa là "ngựa điên", có tính cách mạnh mẽ, là con trai của Đại tư hiến, thuộc phái Thiếu Luận (Soron) trong triều đình. Anh biết Yun Hee là nữ nhi trước Lee Sun Jun và cũng có tình cảm với cô song không thổ lộ. Anh thường cải trang thành Hong Byuk Seo (Hồng Bích Thư) để phát tán truyền đơn chống phái Lão Luận và loan truyền sự tồn tại của Kim Đằng Chi Thư trong kinh thành. Anh và Geo Yong Ha là bạn thân từ trước và vào học tại Sungkyunkwan trước Lee Sun Jun và Kim Yun Hee.
- Song Joong Ki trong vai Geo Yong Ha, biệt danh Nữ Lâm (Yeo-Rim), nghĩa là "rừng con gái" (nơi nhiều con gái vây quanh), con một thương nhân (trung nhân), được cha nạp mãi để có tên trong gia phả của một gia đình lưỡng ban (quý tộc) vào do vậy có thể vào học ở Thành Quân Quán. Anh luôn tỏ ra là một công tử con nhà có thế lực, ăn chơi, phóng khoáng và được nữ giới Triều Tiên đương thời ái mộ. Ngay từ ban đầu, anh đã nghi ngờ Yoon Sik (Yoon Hee) là nữ nhi và luôn tìm mọi cách để làm sáng tỏ điều này. Anh là bạn thân của Moon Jae Shin và vào học tại Thành Quân Quán từ trước. Trong thực tế thì Song Joong Ki cũng chính là sinh viên của Đại học Sungkyunkwan (bối cảnh chính của phim) từ năm 2005 và rất nổi tiếng khi còn học ở đây.

### Diễn viên khác
- Seo Hyo Rim trong vai Ha Hyo Eeon, khuê tú nhà binh phán, có tâm ý với Lee Seon Jun. Cô thích đọc truyện tình cảm lãng mạn và phải lòng Lee Sun Jun ngay từ lần đầu gặp mặt. Về sau, cô được hứa hôn với anh song cuối cùng việc này đã bị hủy bỏ.
- Kim Min Seo trong vai Điêu Thuyền (Cho Seon), đệ nhất kĩ nữ Triều Tiên đương thời, có tâm ý với Kim Yun Hee. Ngoài ra, cô cũng giỏi võ nghệ và theo lệnh Binh phán đã đóng giả làm Hong Byuk Seo (đạo tặc vốn do Moon Jae Sin cải trang) để bắt anh.
- Jeon Tae Su trong vai Chưởng nghị Ha In Su, đứng đầu nho sinh Sungkyunkwan và là con trai của binh phán, có tâm ý với Điêu Thuyền. Anh là một nhân vật phản diện, luôn muốn Lee Sun Jun phải phục tùng mình, đồng thời cũng không ưa Kim Yoon Sik (Kim Yoon Hee) do ghen tuông.
- Bang Jun Seo trong vai Yoeong Yun Hee.
- Kang Seong Pil trong vai Im Byeong Chun.
- Kim Dong Yun trong vai Seol Go Bong.
- Chae Byeong Chan trong vai Kang Mu.
- Ahn Nae Sang trong vai Jeong Yak Yong.
- Park Geeon Su trong vai Yu Chang Ik.
- Kim Ha Kyun trong vai Choi Shin Muk.
- Kim Yoeong Bae trong vai Go Jang Bok.
- Im Yoeong Pil trong vai Ham Chun Ho.
- Kim Jeong Kyun trong vai Ahn Do Hyeon.
- Jang Se Hyeon trong vai Kim Wu Tak.
- Hwang Chan Wu trong vai Bae Hae Won.
- Ju Ah Seong trong vai Nam Myeong Shik.
- Lee In trong vai Park Dal Jae.
- Jo Seong Ha trong vai Vua Chính Tổ.
- Kim Gab Su trong vai Tả Thừa Tướng Lee Jeong Mu – Cha Lee Seon Jun.
- Lee Jae Yong trong vai Ha Wu Kyu (Thượng thư Bộ Binh).
- Choi Dong Jun trong vai Mun Geeon Su (Thượng thư Bộ Hình).
- Kim Ik Tae trong vai Chae Je Gong.
- Kim Mi Kyeong trong vai bà Jo (mẹ Yun Hee).
- Han Yeon trong vai Kim Yun Shik (em trai Yun Hee).
- Kim Kwang Gyeo trong vai Hwang Ga.
- Ryeo Dam trong vai Sun Dol.
- Seong Hyeon Ju trong vai Beo Deul.
- Im Yun Jeong trong vai Aeng Aeng.
- Jeong Hye Mi trong vai Seom Sum.
- Lee Min Ho (1993) trong vai Bok Su.
- Kim Dong Hyeon trong vai Bok Dong.
- Park Cheol Min trong vai Phán quan Hán Thành phủ.
- Lee Dal Hyeong trong vai cha Gu Yong Ha.
- Lee Won Jong trong vai Bak Su.
- Oh Na Mi trong vai bạn Hyo Eun.

## Giải thưởng
- Giải thưởng Baeksang lần thứ 47: Đạo diễn mới Xuất sắc nhất - Kim Won Suk
- Giải thưởng Baeksang lần thứ 47: Diễn viên mới Xuất sắc nhất - Park Yoo Chun
- Giải thưởng Baeksang lần thứ 47: Nam diễn viên được yêu thích nhất - Park Yoo Chun
- Giải thưởng KBS năm 2010: Nữ diễn viên Xuất sắc nhất – Phim truyền hình - Park Min Young
- Giải thưởng KBS năm 2010: Cặp đôi được yêu thích nhất - Yoo Ah In và Song Joong Ki; Park Yoo Chun và Park Min Young
- Giải thưởng KBS năm 2010: Diễn viên mới Xuất sắc nhất- Park Yoo Chun
- Giải thưởng KBS năm 2010: Nhân vật được yêu thích nhất - Song Joong Ki
- Giải thưởng KBS năm 2010: Cặp đôi được bình chọn trên mạng nhiều nhất - Park Yoo Chun và Park Min Young